# Hittin' the Road Live!
| Recensione | Giudizio |
| ---------- | -------- |
| AllMusic   |          |

Hittin' the Road Live! è un album live degli Outlaws, pubblicato dalla Blues Bureau International Records nel novembre del 1993. I brani del disco furono registrati dal vivo in occasioni di concerti tenuti dal gruppo nel corso del 1993 al: Dajhelon Studios per la WMAX 106.7 FM a Rochester, New York; al Dallas Alley di Dallas, Texas ed al Bob's Garage per la KISW 100FM a Seattle, stato di Washington (Stati Uniti).

## Tracce
1. Hittin' the Road – 4:54 (Hughie Thomasson)
2. There Goes Another Love Song – 4:02 (Hughie Thomasson, Monte Yoho)
3. Hurry Sundown – 4:19 (Hughie Thomasson)
4. Waterhole – 2:47 (Hughie Thomasson, Stan Jones, Monte Yoho, Henry Paul) – Brano strumentale
5. Hitman Blues – 8:43 (Brano tradizionale, arrangiamento di Chris Hicks e Hughie Thomasson)
6. Evil, Wicked, Mean and Nasty – 8:06 (Hughie Thomasson, Freddie Salem)
7. You Are the Show – 7:08 (Hughie Thomasson)
8. Superficial Love – 4:59 (Chris Hicks)
9. (Ghost) Riders in the Sky – 6:20 (Stan Jones, arrangiamento di Hughie Thomasson)
10. Green Grass and High Tides – 12:21 (Hughie Thomasson)

## Musicisti
- Hughie Thomasson - chitarre, voce solista, arrangiamenti, produttore
- Timothy Cabe - chitarre, voce
- Chris Hicks - chitarre, voce solista
- Jeff Howell - basso, voce
- B.B. Borden - batteria, voce

Musicista aggiunto
- Ian Evans